# Мильденау
Мильденау (нем. Mildenau) — община в Германии, в земле Саксония. Подчиняется административному округу Кемниц. Входит в состав района Рудные Горы.  Население составляет 3585 человек (на 31 декабря 2010 года). Занимает площадь 31,67 км².
Коммуна подразделяется на 5 сельских округов.